# オギュスタン・ロワーエ
オギュスタン・ロワーエ （Augustin Royer、生没年不詳） はルイ14世治世下におけるフランスの建築家。ロワイエとも表記する。
1679年に星図を出版した。これにはプトレマイオスの48星座、新たにプランシウス等により追加されたものに加え、自身による２つの星座、後援者であるルイ14世を記念したゆり座(フランスの紋章より)とおうしゃく座 (権威を象徴する王笏と正義の手)が掲載された。
これらの星座はどちらも現在は使われていない。
ロワーエはおおいぬ座の一部の星を割いて作られたはと座、またケンタウルス座の星からのみなみじゅうじ座、の製作者としばしば言われる。しかしそれらは1589年に、また1592年にペトルス・プランシウスによってすでに作られ、描かれていた。